# Departements von Gabun

Departements von Gabun

Die Departements von Gabun bilden die Untereinheiten der 9 Provinzen des Staates Gabun. Die Departements sind im Folgenden nach Provinzen aufgelistet, die Departementshauptstadt jeweils in Klammern.

## Estuaire

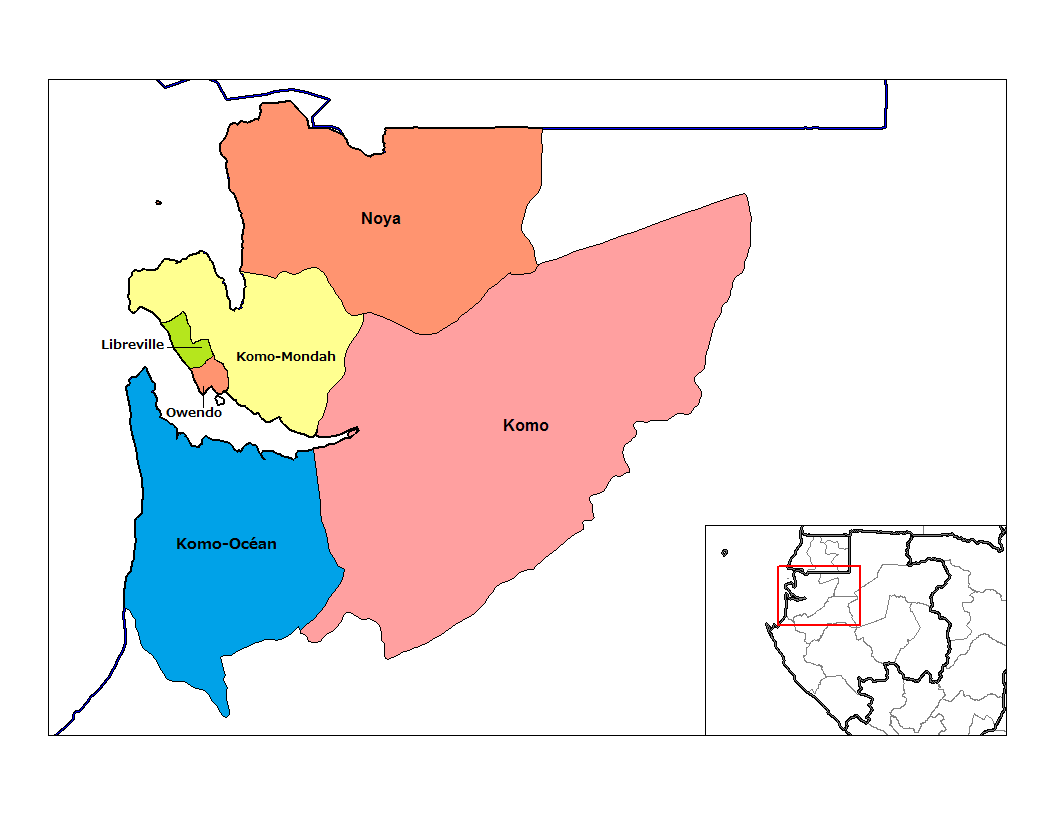
Departements von Estuaire

- Komo (Kango)
- Komo-Mondah (Ntoum)
- Komo-Océan (Ndzomoe)
- Libreville
- Noya (Cocobeach)

## Haut-Ogooué

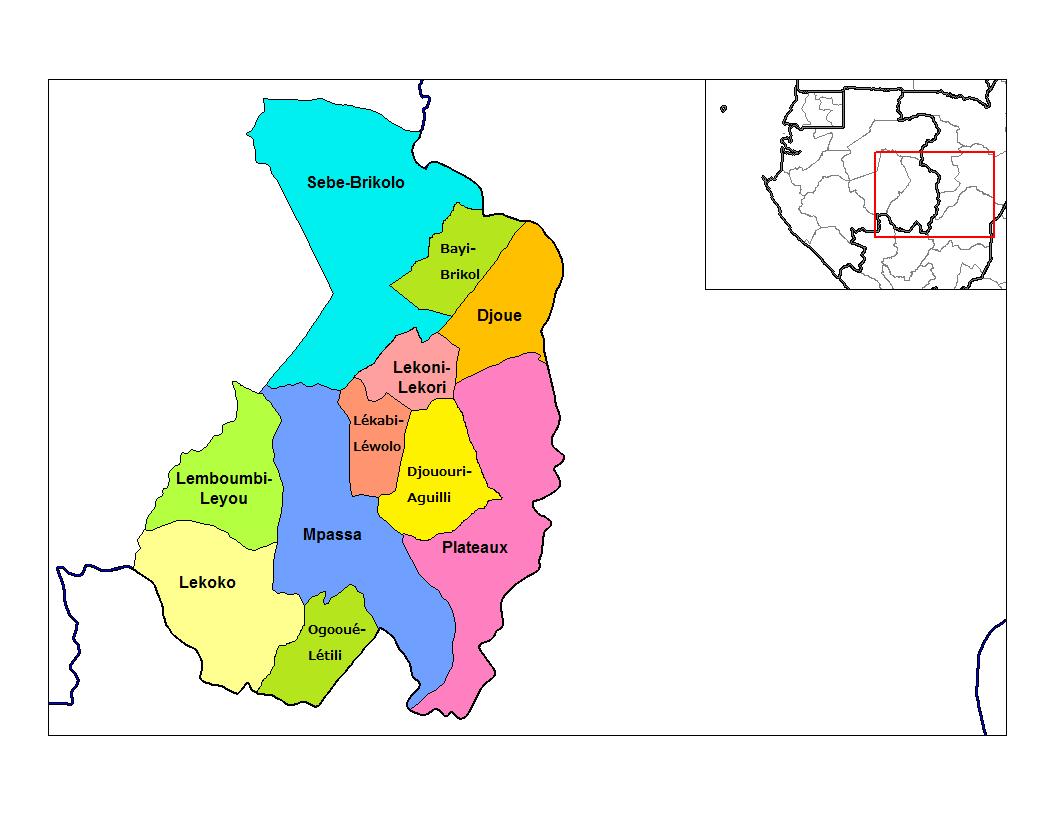
Departements von Haut-Ogooué

- Bayi-Brikolo (Aboumi)
- Djoué (Onga)
- Djououri-Aguilli (Bongoville)
- Lékabi-Léwolo (Ngouoni)
- Lekoni-Lekori (Akieni)
- Lekoko (Bakoumba)
- Leboumbi-Leyou (Moanda)
- Mpassa (Franceville)
- Ogooué-Létili (Boumango)
- Plateaux (Lékoni)
- Sebe-Brikolo (Okondja)

## Moyen-Ogooué

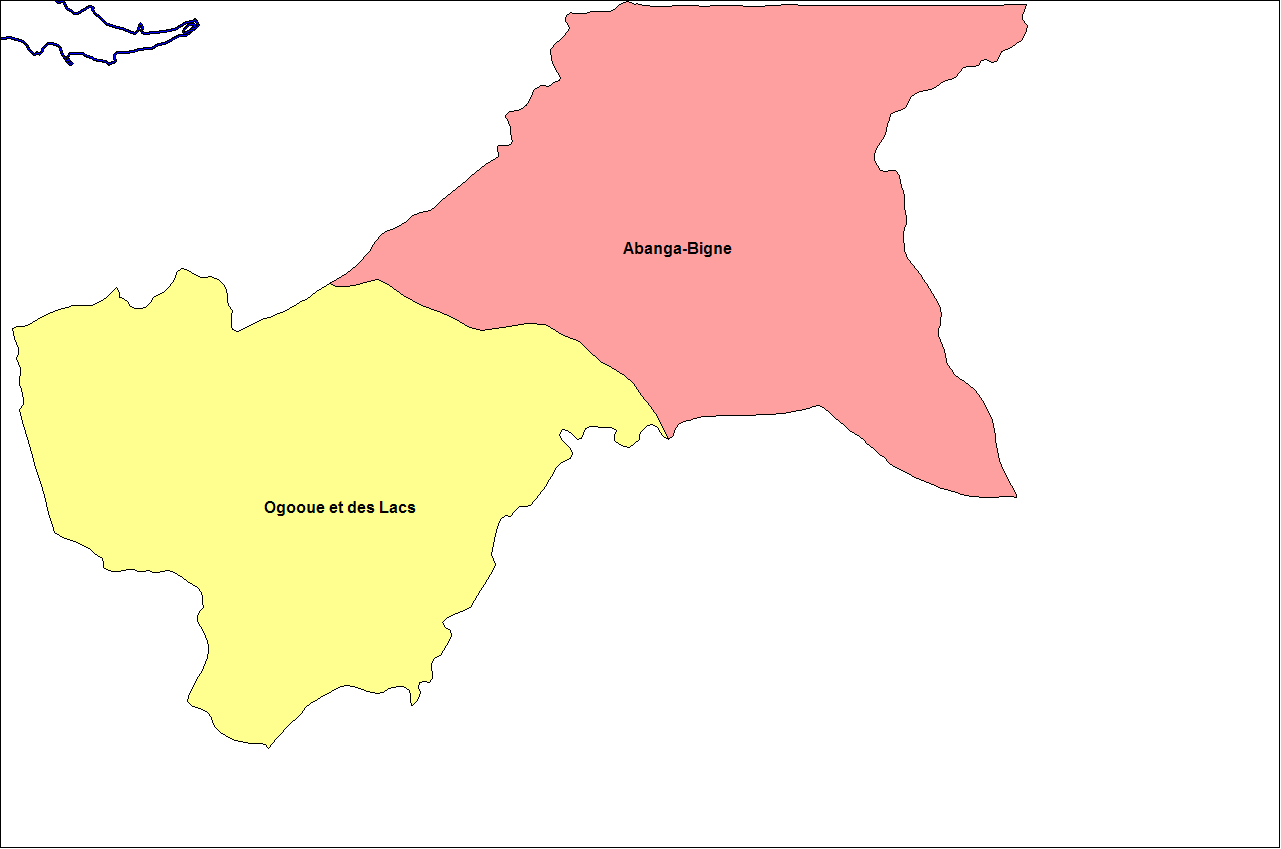
Departements von Moyen-Ogooué

- Abanga-Bigne (Ndjolé)
- Ogooué et des Lacs (Lambaréné)

## Ngounié

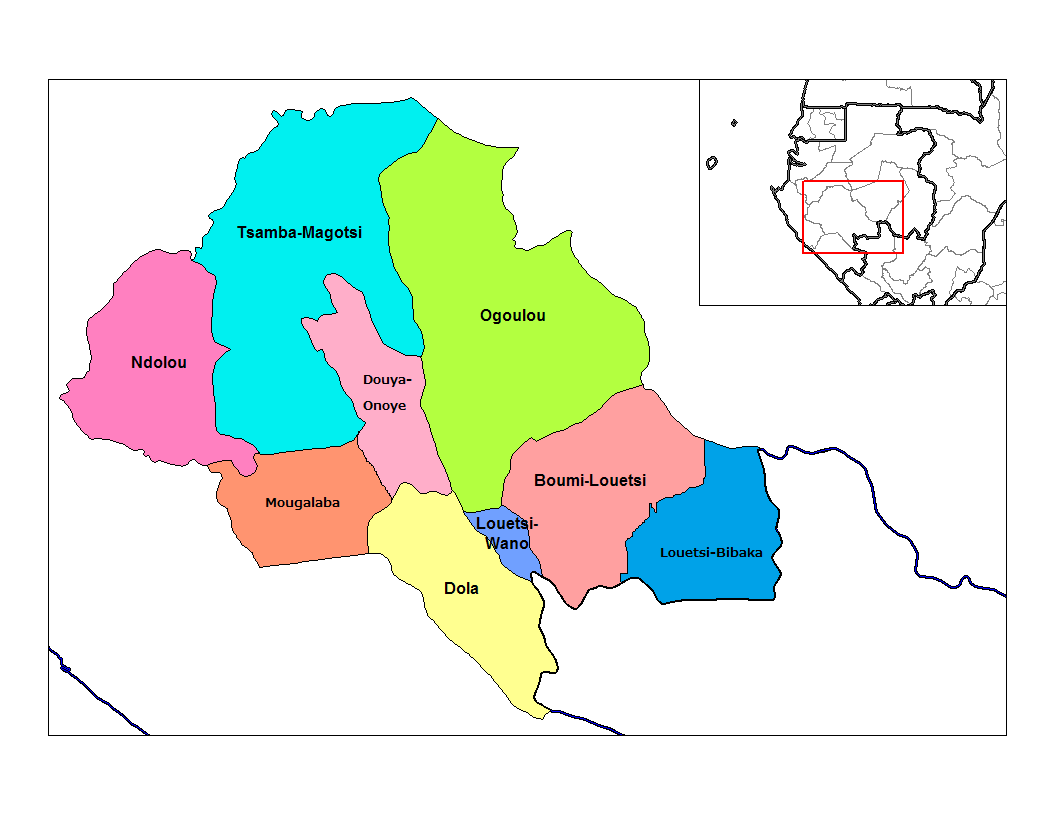
Departements von Ngounié

- Boumi-Louetsi (Mbigou)
- Dola (Ndende)
- Douya-Onoy (Mouila)
- Louetsi-Wano (Lebamba)
- Louetsi-Bibaka (Malinga)
- Mougalaba (Guiétsou)
- Ndolou (Mandji)
- Ogoulou (Mimongo)
- Tsamba-Magotsi (Fougamou)

## Nyanga

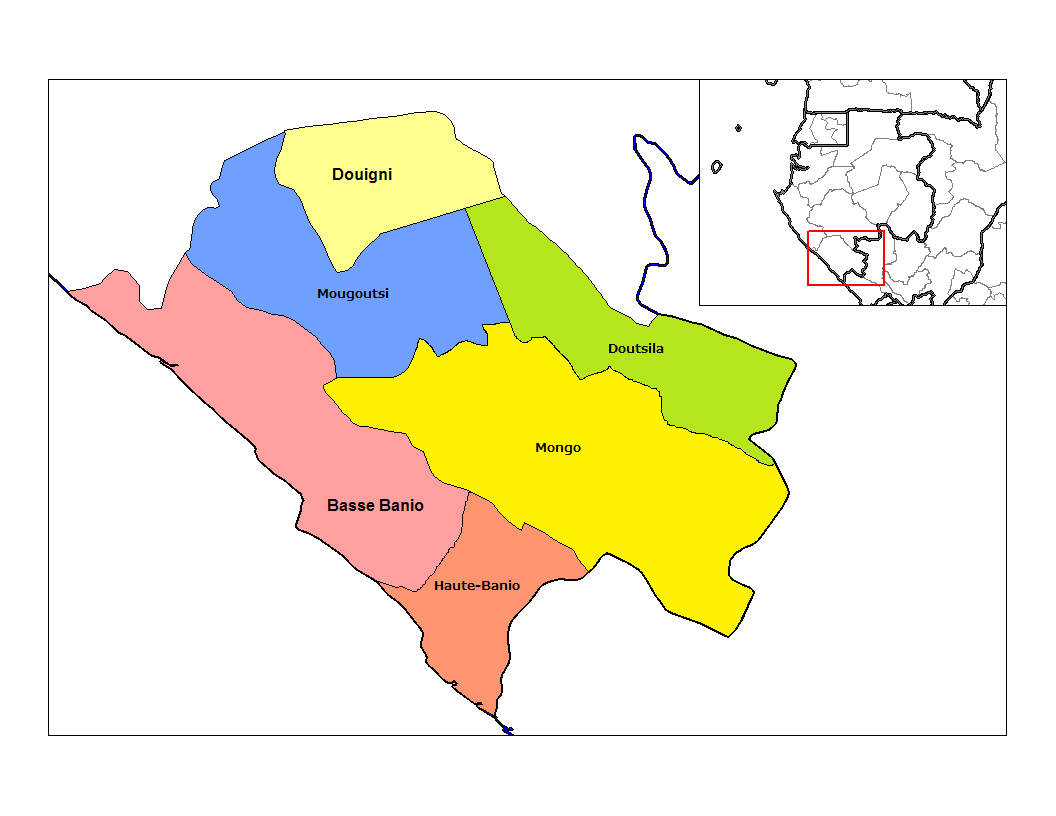
Departements von Nyanga

- Basse-Banio (Mayumba)
- Douigni (Moabi)
- Doutsila (Mabanda)
- Haute-Banio (Minvoul)
- Mongo (Moulengui-Binza)
- Mougoutsi (Tchibanga)

## Ogooué-Ivindo

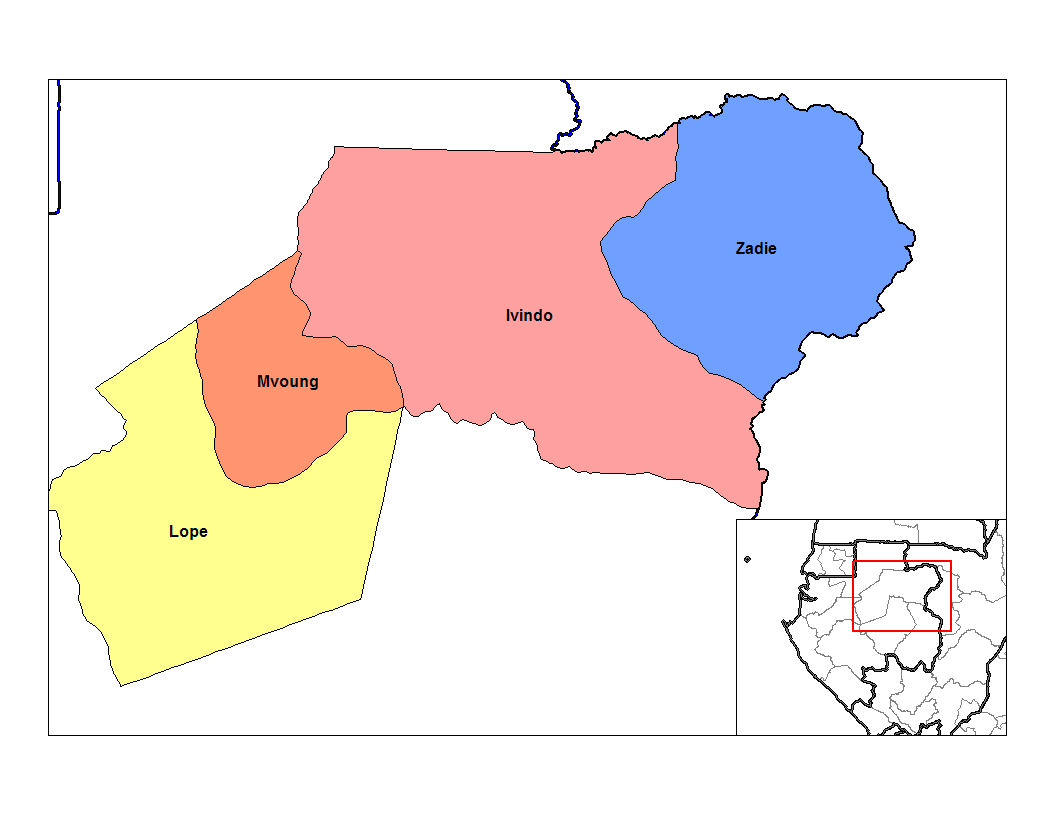
Departements von Ogooué-Ivindo

- Ivindo (Makokou)
- Lopé (Booué)
- Mvoung (Ovan)
- Zadié (Mekambo)

## Ogooué-Lolo

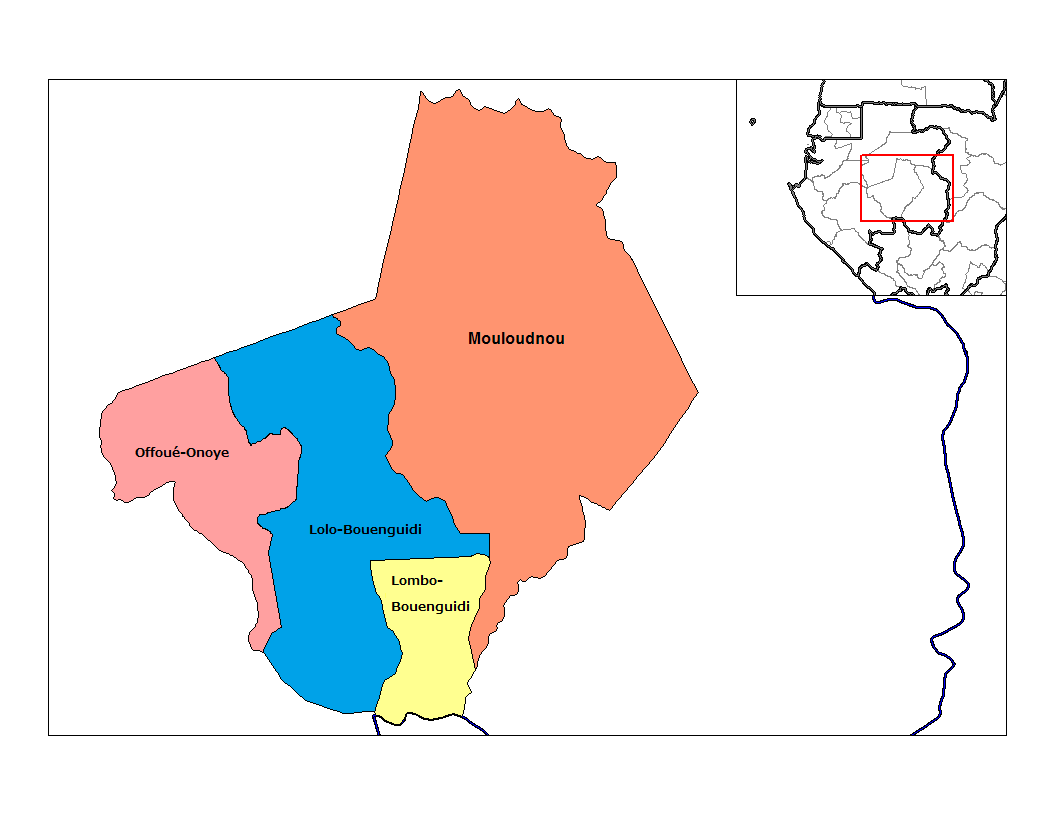
Departements von Ogooué-Lolo

- Lolo-Bouenguidi (Koulamoutou)
- Lombo-Bouenguidi (Pana)
- Mulundu (Lastoursville)
- Offoué-Onoye (Iboundji)

## Ogooué-Maritime

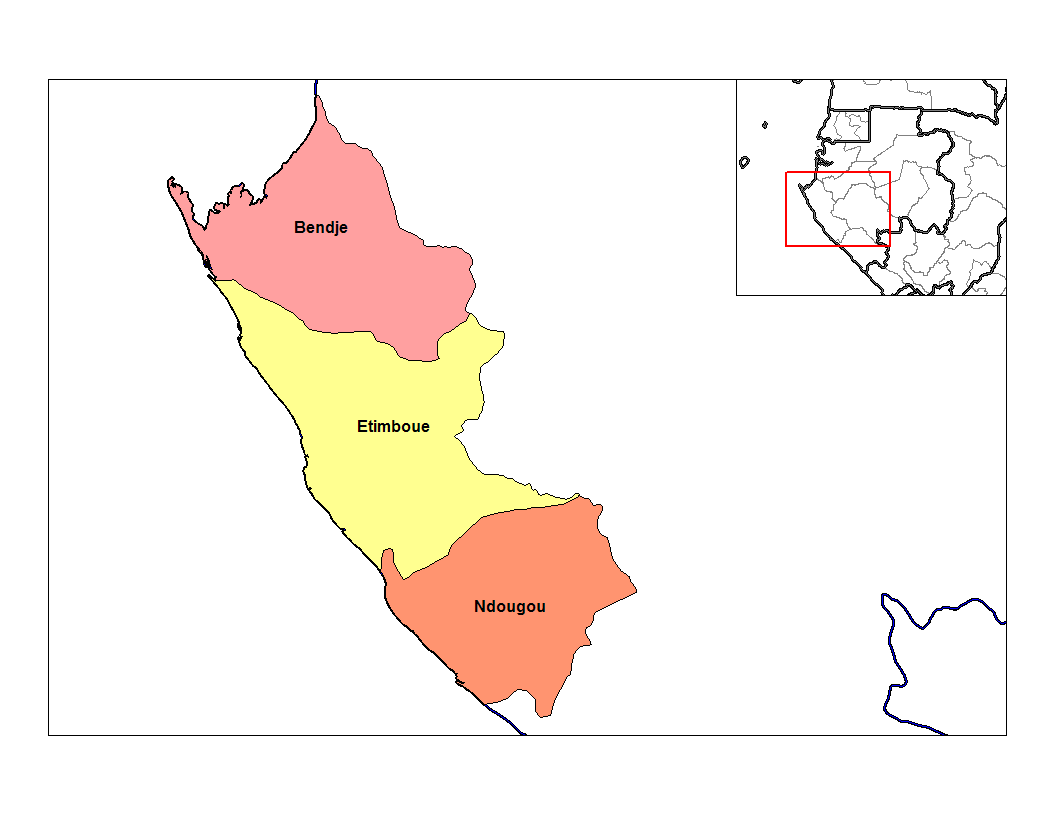
Departements von Ogooué-Maritime

- Bendjé (Port-Gentil)
- Etimboué (Omboué)
- Ndougou (Gamba)

## Woleu-Ntem

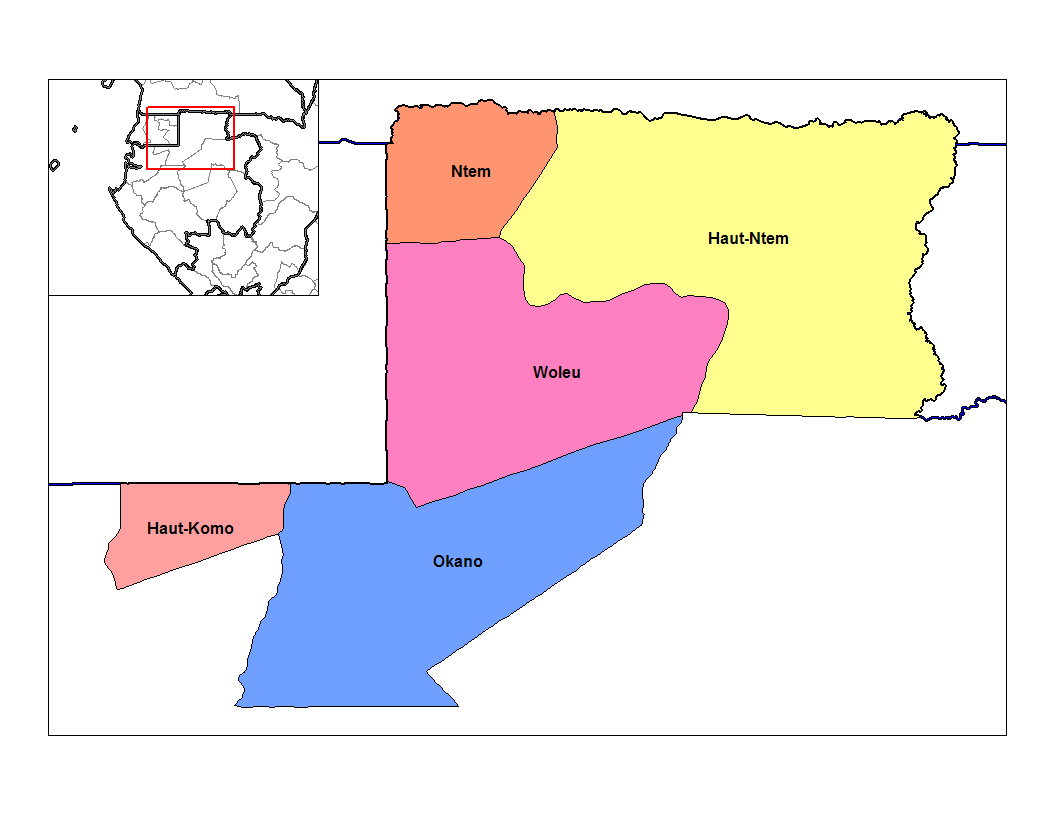
Departements von Woleu-Ntem

- Haut-Komo (Ndindi)
- Haut-Ntem (Medouneu)
- Ntem (Bitam)
- Okano (Mitzic)
- Woleu (Oyem)